# Hallvarðr Háreksblesi

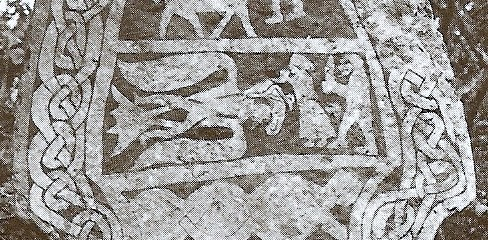
Odin, Suttungr y Gunnlöd.

Hallvarðr Háreksblesi fue uno de los escaldos de Canuto el Grande. No hay datos sobre su vida o familia, pero ocho fragmentos de su poesía sobreviven. Mientras que la poesía Hallvarðr se asemeja a la de otros poetas de Canuto, en muchos aspectos no es habitual en su uso intensivo del contenido pagano.

## Fragmentos
Seis fragmentos de la poesía de Hallvarðr se citan en Skáldskaparmál, sección de Edda prosaica de Snorri Sturluson. Otro fragmento se encuentra en la saga Knýtlinga y la última en Heimskringla y las sagas reales que proceden de ella. En la edición del filólogo Finnur Jónsson sobre poesía escáldica, el autor presupone que todos los fragmentos proceden del mismo poema, Knútsdrápa, y dispuestas en un orden sugerido.
Los fragmentos recitan principalmente la expedición de Canuto a Inglaterra y su ascenso al trono en 1015-1016. Al margen de lo que se pueda especular, no se sabe mucho más sobre el escaldo. Finnur Jónsson teoriza que fue uno de los escaldos de la corte de Canuto tras la conquista de Noruega en 1028.

## Hallvarðr y otros escaldos
En Knútsdrápa Hallvarðr's compara el papel de Canuto sobre la tierra con el correspondiente del dios cristiano en el cielo:
Knútr verr jörð sem ítran
alls dróttinn sal fjalla.
La cita de Hallvarðr es muy parecida a la composición del poeta, Þórarinn loftunga, quien también compara el rol de Canuto y Dios Höfuðlausn. También posee reminiscencias de la cita del poema de Gunnlaugr Ormstunga sobre el rey Etelredo II el Indeciso y, en menor medida, con Tøgdrápa de Þórarinn loftunga y Knútsdrápa de Sigvatr Þórðarson.
Como otros escaldos de la corte de Canuto, enfatiza la línea sucesoria del rey y como su gobierno beneficia a los intereses de Dinamarca. No obstante, difiere en algún modo de otros poetas en la descripción de Canuto con imágenes procedentes de la mitología nórdica, incluyendo referencias a valkirias, gigantes, la serpiente de Midgard e Yggdrasil. En sus kennings, se refiere a Canuto con nombres de dioses paganos.

## Análisis crítico
Finnur Jónsson ha descrito las expresiones poéticas de Hallvarðr como fuertes, pero no muy originales y los versos como formalmente bastante buenos, pero no muy individual en carácter. A pesar de ello, señaló que uno de los poemas de Hallvarðr presuntamente aparece un nuevo kenning para el pecho (como sustento de las emociones y el pensamiento), sobre la base de la nueva religión: "El barco de la oración". Roberta Frank es más positiva, describe el verso del escaldo como más rico y más alusivo, una mezcla sorprendente de imágenes cristianas y paganas como el tallado en la cruz de Gosforth."